# Zevensacramentenboom

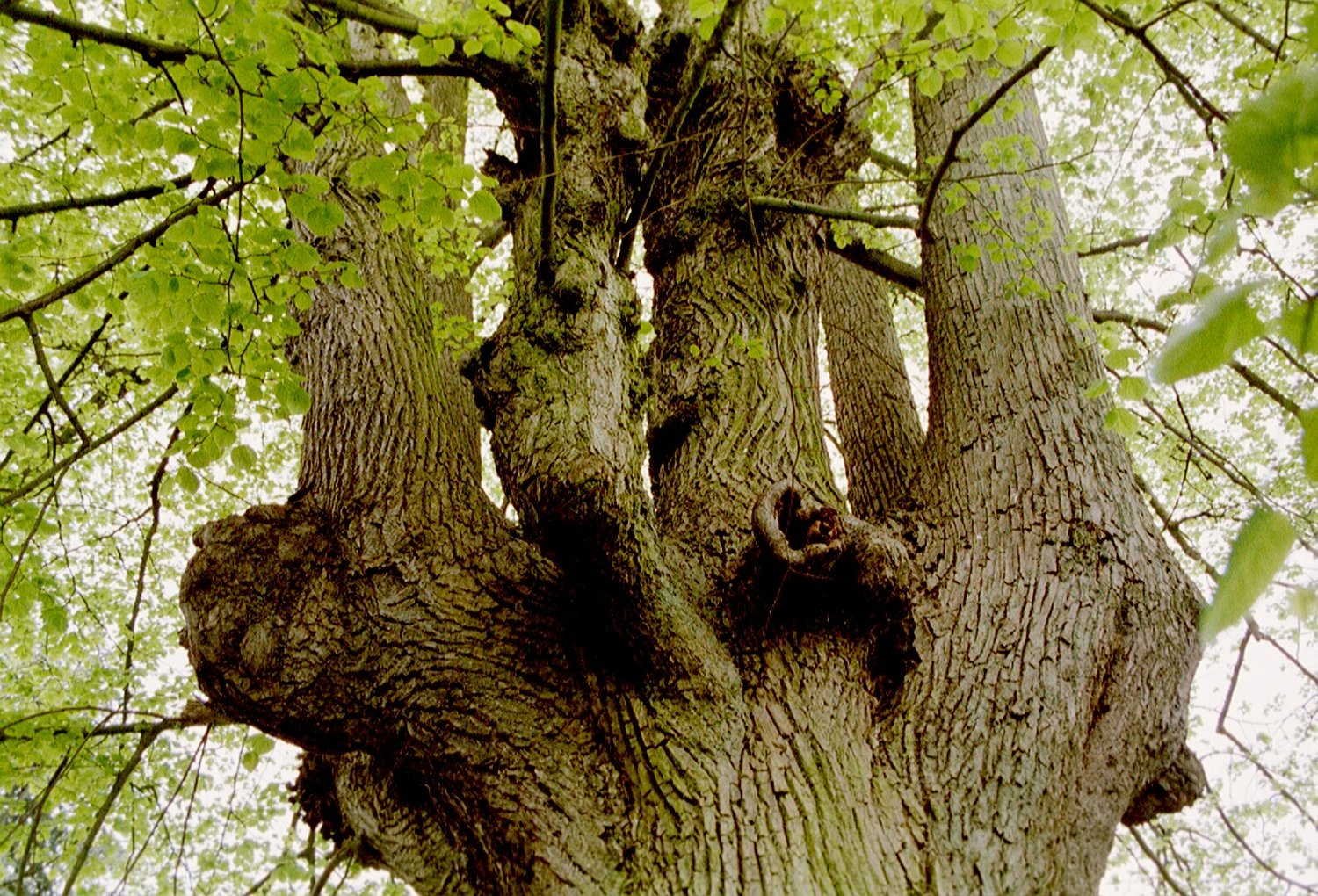
De Zevensacramentenboom

De Zevensacramentenboom is een merkwaardige geknotte boom aan de Gentse Steenweg in het Belgische Leeuwergem, deelgemeente van Zottegem. De boom is een een linde (Hollandse linde) van 250 tot 300 jaar oud. De naam verwijst mogelijk naar een vroeger gebruik om aan (en in) een (dans)linde te huwen en feest te houden. Volgens een andere zienswijze zou het een spijkerboom zijn. Bedevaarders zouden naar Leeuwergem op bedevaart zijn gekomen om genezing te vragen (bij Sint-Elooi) voor bepaalde (huid)ziektes ("nagelgaten"). De bedevaarders zouden een gesmede spijker hebben gekocht in de Sint-Amanduskerk om die spijker dan in de boom te slaan. De Leeuwergemse pastoor zou de boom ook gebruikt hebben om toelichting te geven bij de 7 sacramenten tijdens de godsdienstlessen in het ernaast gelegen schooltje. De boom is sinds 1977 een beschermd cultuurhistorisch landschap. In 2006 werd de kruin voor de veiligheid verankerd en in meerdere fasen gereduceerd om het gewicht ervan te verminderen en zo openscheuren te voorkomen. Enkele met afsterven bedreigde knotten worden gestut. In 2022 voerde het Agentschap Onroerend Erfgoed een dendrochronologisch onderzoek uit; daaruit blijkt dat men rond 1875 gestopt was met de Zevensacramentenboom te snoeien (ongeveer tegelijkertijd met het tijdelijk stopzetten van de paardenommegang Leeuwergem). In 2023 maakte kunstenaar Thijs Van der Linden ondersteuningen voor de boom in de vorm van een nagel (verwijzend naar de spijkerboom).